# قبرة مغاربية
القُبَّرة المغاربية (الاسم العلمي: Galerida macrorhyncha) هي نوع من القبرة من الفصيلة القُبَّريَّة وتوجد في شمال غرب إفريقيا في صحراء المغرب العربي. تُصنفها بعض الجهات نوعًا منفصلًا بينما بعضها تُصنفها نُوَيعةً من القُبَّرة المُتوجة.